# پیه

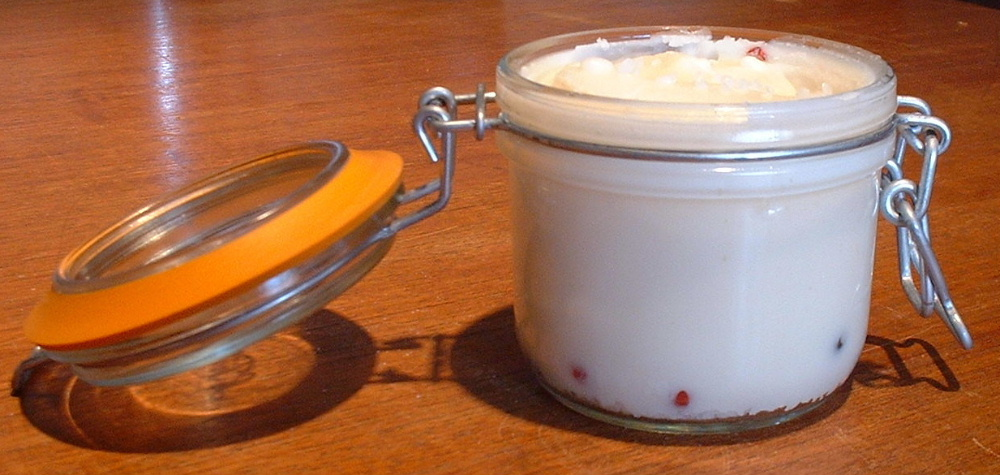
یک ظرف پیه گاو

پیه شامل تری‌گلیسیریدها (چربی) است که بیشتر از اسید استاریک و ان-نیتروزو-ان-متیل‌اوره تشکیل می‌شوند.

پیه چربی گرفته شده از گوشت گاو، گوشت گوسفند، خوک یا دیگر جانوران است. پیه شامل تری‌گلیسیریدها (چربی) است که بیشتر از اسید استاریک و ان-نیتروزو-ان-متیل‌اوره تشکیل می‌شوند.
پیه را می‌توان بدون یخچال (ولی در محفظه‌های دربسته) برای مدت طولانی ذخیره و نگهداری کرد.
در گذشته از پیه در تولید شمع و صابون استفاده می‌شد.